# Número (Uruguay)
Número fue una publicación literaria uruguaya publicada entre en 1949 y 1964. Desde el año de su fundación hasta el final de su primera época, en 1959, funcionó también como editorial de libros.

## Historia

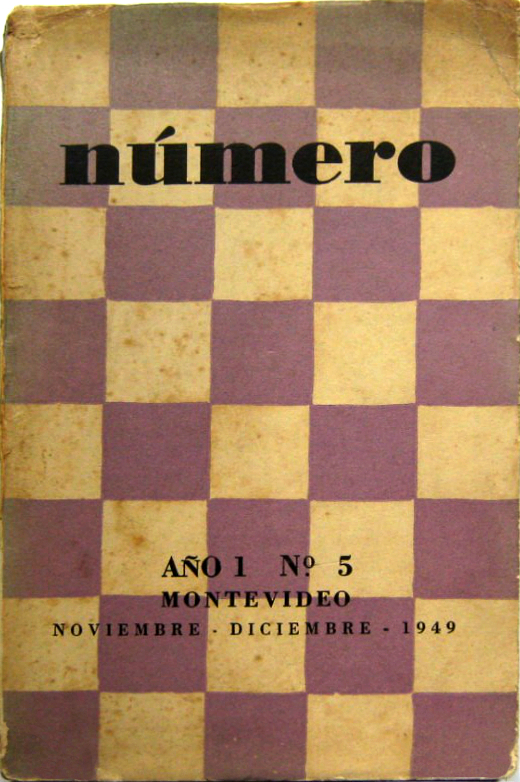
Portada del n.º 5 de esta revista correspondiente a la primera época de publicación (1949-1955).

Esta revista fue fundada en 1949 por Manuel Arturo Claps, Idea Vilariño y Emir Rodríguez Monegal que habían integrado el equipo de redacción de la revista Clinamen, a quienes se sumaron Sarandy Cabrera como director gráfico y a partir del número 8, Mario Benedetti.
La primera época de la edición de esta revista se extendió desde marzo de 1949 a diciembre de 1955, período en el cual se editaron 27 números. Existió una segunda época que comenzó en 1962 y concluyó en 1964 en la que se editaron únicamente 4 números. En un primer momento la revista se editó en forma bimensual, aunque su frecuencia fue disminuyendo pasando a ser trimestral, interrumpiéndose en 1954 y editándose solamente dos números en 1955. La razón de esta disminución puede hallarse en el aumento en los costos de los materiales, en el recorte de los subsidios estatales a las actividades culturales y la crisis económica que se instaló definitivamente en el país en esa década.
En la segunda época, Sarandy Cabrera cesa su trabajo como director gráfico e Idea Vilariño deja de pertenecer a la dirección de la publicación. A la misma se integran Carlos Martínez Moreno y Benito Milla como editor.

## Editorial Número
La publicación se conformó en sello editorial ya desde sus comienzos y en lapso que duró su primera época (1949-1955). En transcurso de esos años llegaron a publicar con esa editorial: La literatura uruguaya del 900 (ensayos de varios autores), Batlle y Ordóñez y el positivismo filosófico (Arturo Ardao) Sólo mientras tanto, Quién de nosotros, Marcel Proust y otros ensayos y El último viaje y otros cuentos (Mario Benedetti), Aspectos de la literatura gauchesca (Jorge Luis Borges), Conducto (Sarandy Cabrera), Triple Tentativa (Juan Cunha), El rapto y otros cuentos (Francisco Espínola), Nuevo Sol Partido (Humberto Megget), Un sueño realizado y otros cuentos (Juan Carlos Onetti), Diario de viaje a París (Horacio Quiroga), José Enrique Rodó en el Novecientos (Emir Rodríguez Monegal), Paraíso perdido y Por aire sucio (Idea Vilariño). En 1956 apareció Noche de San Juan y otros cuentos (Mario Arregui).

## Números

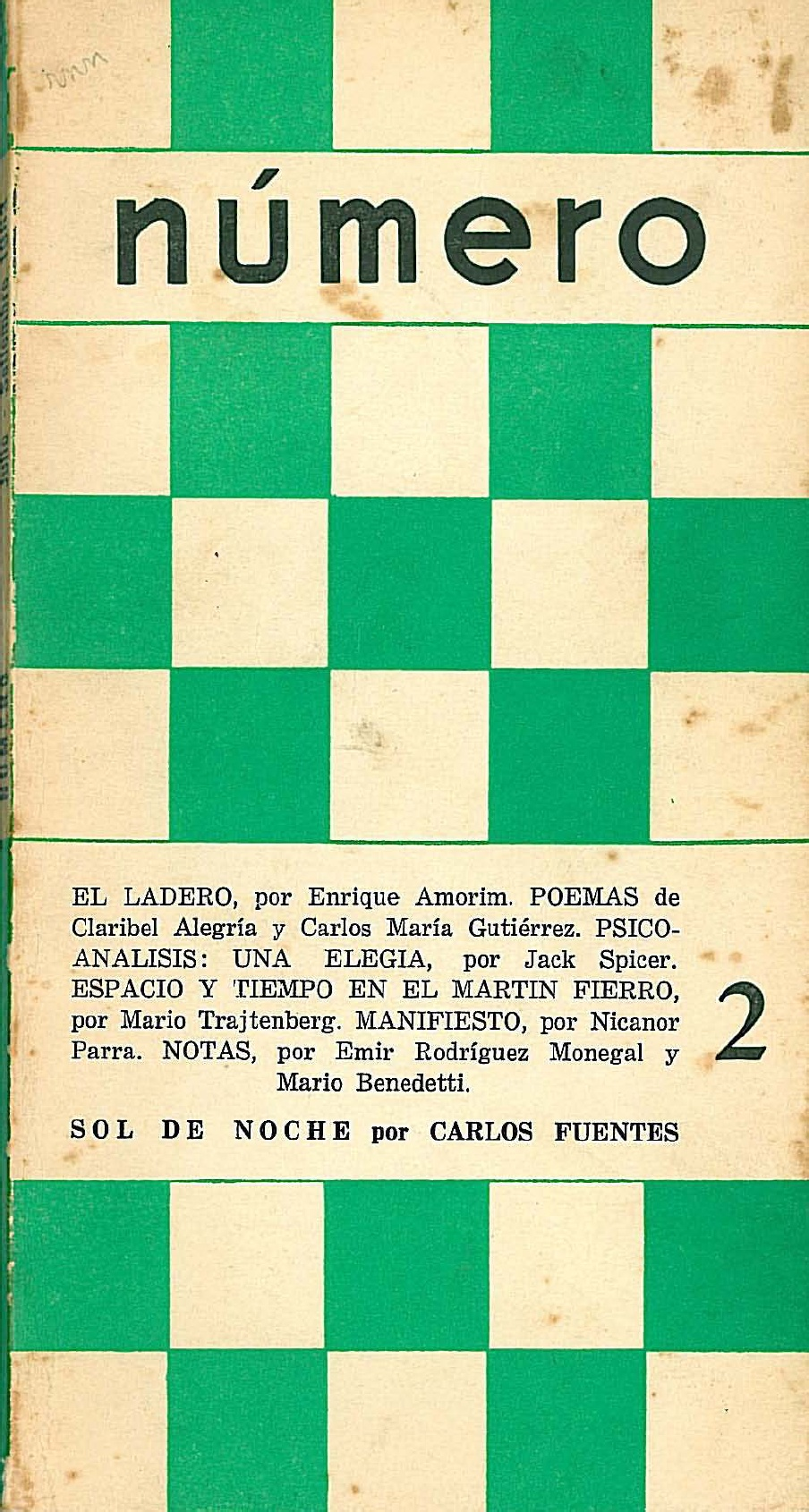
Portada del n.º 2 de esta revista correspondiente a la segunda época de publicación (1963-1964).

| n.º     | Período                         | Año     |
| Época 1 | Época 1                         | Época 1 |
| ------- | ------------------------------- | ------- |
| 1       | Marzo - abril                   | 1949    |
| 2       | Mayo - junio                    | 1949    |
| 3       | Julio - agosto                  | 1949    |
| 4       | Septiembre - octubre            | 1949    |
| 5       | Noviembre - diciembre           | 1949    |
| 6       | Enero - febrero                 | 1950    |
| 7       | Marzo - abril                   | 1950    |
| 8       | Mayo - junio                    | 1950    |
| 9       | Julio - agosto                  | 1950    |
| 10      | Septiembre - octubre            | 1950    |
| 11      | Noviembre - diciembre           | 1950    |
| 12      | Enero - febrero                 | 1951    |
| 13      | Marzo - abril                   | 1951    |
| 14      | Mayo - junio                    | 1951    |
| 15      | Julio - agosto                  | 1951    |
| 16      | Septiembre - octubre            | 1951    |
| 17      | Noviembre - diciembre           | 1951    |
| 18      | Enero - febrero - marzo         | 1952    |
| 19      | Abril - mayo - junio            | 1952    |
| 20      | Julio - agosto - septiembre     | 1952    |
| 21      | Octubre - noviembre - diciembre | 1952    |
| 22      | Enero - febrero - marzo         | 1953    |
| 23      | Abril - mayo - junio            | 1953    |
| 24      | Julio - agosto - septiembre     | 1953    |
| 25      | Octubre - noviembre - diciembre | 1953    |
| 26      | Enero - febrero - marzo         | 1955    |
| 27      | Octubre - noviembre - diciembre | 1955    |
| Época 2 |                                 |         |
| 1       | Abril - mayo - junio            | 1963    |
| 2       | Julio - agosto - septiembre     | 1963    |
| 3       |                                 | 1964    |
| 4       | Mayo                            | 1964    |